# Edward Lu
Edward Tsang Lu (in cinese semplificato: 卢杰; in cinese tradizionale: 盧傑) (Webster, 1º luglio 1963) è un ex astronauta e fisico statunitense.

## Biografia
Lu è nato nello stato di New York, è sposato ed ha un figlio. Ha preso un Bachelor of science alla Cornell University in ingegneria elettronica nel 1984. Nel 1989 ha conseguito un dottorato in fisica applicata alla Stanford University.
È stato scelto dalla NASA come astronauta nel 1994. Nel 1997 ha volato con la missione STS-84 dello Shuttle e nel 2000 con la STS-106. Nel 2003 ha trascorso sei mesi nella Stazione spaziale internazionale con l'equipaggio della Expedition 7.